# 奧地利的約翰娜
奧地利的約翰娜（德語：Johanna von Österreich，1547年1月24日—1578年4月11日），托斯卡納大公夫人，神聖羅馬皇帝斐迪南一世的女兒。

## 家庭
1565年，約翰娜與法蘭西斯科·德·麥地奇結婚，兩人共有1子3女：
1. 艾蕾諾拉（英语：Eleanor de' Medici）（1567年—1611年），曼切華公爵夫人
2. 安娜（英语：Anna de' Medici）（1569年—1584年），早逝
3. 瑪麗（1575年—1642年），法國王后
4. 菲利波（英语：Philip de' Medici）（1577年—1582年），夭折